# Cyprideis stephensoni
Cyprideis stephensoni är en kräftdjursart som beskrevs av John Herman Sandberg 1964. Cyprideis stephensoni ingår i släktet Cyprideis och familjen Cytherideidae. Inga underarter finns listade i Catalogue of Life.